# Демократична теорія миру
Демократична теорія миру, або ліберально-демократична теорія — концепція міжнародних відносин, яка стверджує, що демократії рідко воюють між собою. Розроблена низкою академіків і політологів, теорія базується на емпіричних спостереженнях та історичних доказах, які показують, що демократії, як правило, вирішують конфлікти більш мирно, ніж недемократичні країни.
Уперше в європейській філософії загальні уявлення про можливість мирного співіснування держав були відображені німецьким мислителем і засновником ліберально-ідеалістичної парадигми в міжнародних відносинах Іммануїлом Кантом у трактаті "До вічного миру". Проте особливий науковий інтерес до ТДМ виник тільки наприкінці XX століття.
З приходом до влади 1-ї адміністрації Білла Клінтона теорія демократичного миру набула статусу аксіоми в зовнішній політиці США, не торкнувшись внутрішньої. Високий ступінь прихильності до цієї концепції спонукав її апологетів заявити, що вона "набула статусу закону в суспільних науках".
Ця теорія є однією з ключових передумов побудови доктрини зовнішньої політики США.
Європейський Союз є одним з найкращих прикладів теорії демократичного миру. З моменту його створення держави-члени, які здебільшого є демократіями, не воювали одна з одною. ЄС створив спільні інституції, механізми економічної та політичної інтеграції, які сприяють миру та співпраці. Однак між країнами, які є демократіями або перебувають на перехідному етапі до демократії, також траплялися конфлікти. Наприклад, греко-турецький конфлікт на Кіпрі в 1974 році.